# 10BASE5
10BASE5 est une norme Ethernet spécifiant une couche physique du modèle OSI utilisant une topologie réseau en bus, d'une longueur maximale de 500 mètres avec 100 connexions espacées au minimum de 2,50 m et une vitesse de 10 Mbit/s. Il était aussi appelé Ethernet épais ou Thick Ethernet.

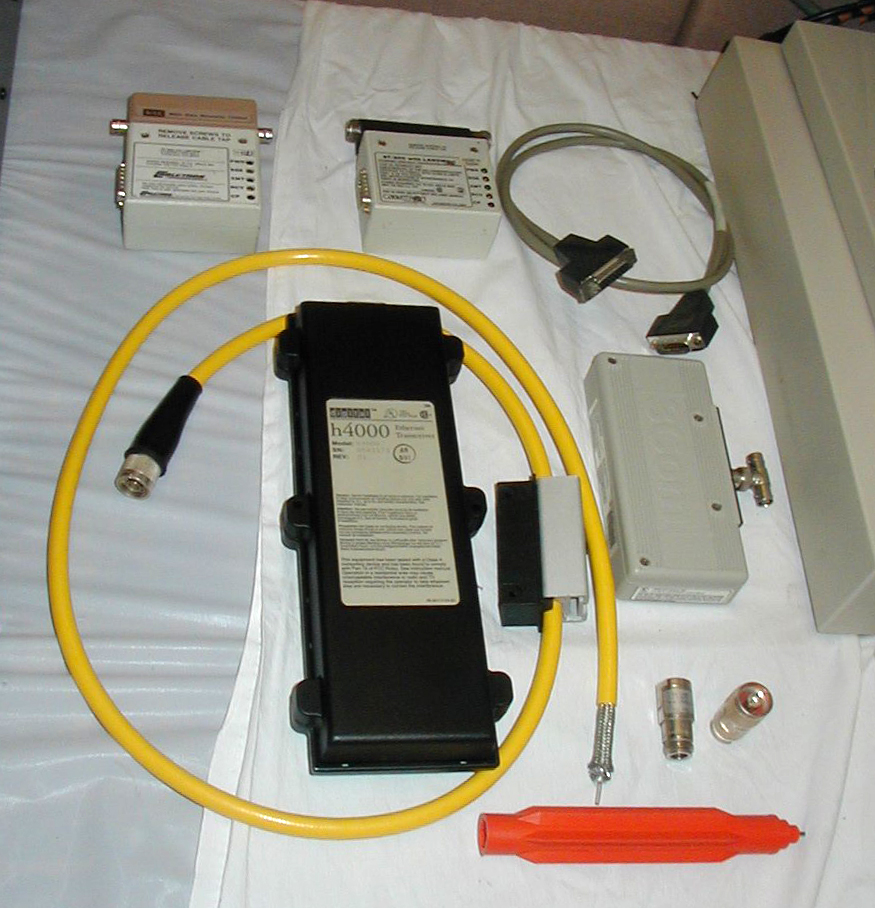
Émetteurs-récepteurs Ethernet. câbles, et outil orange de prélèvement de câbles

Son support est du câble coaxial épais relié aux cartes réseaux par des émetteur-récepteurs (transceivers).

## Description

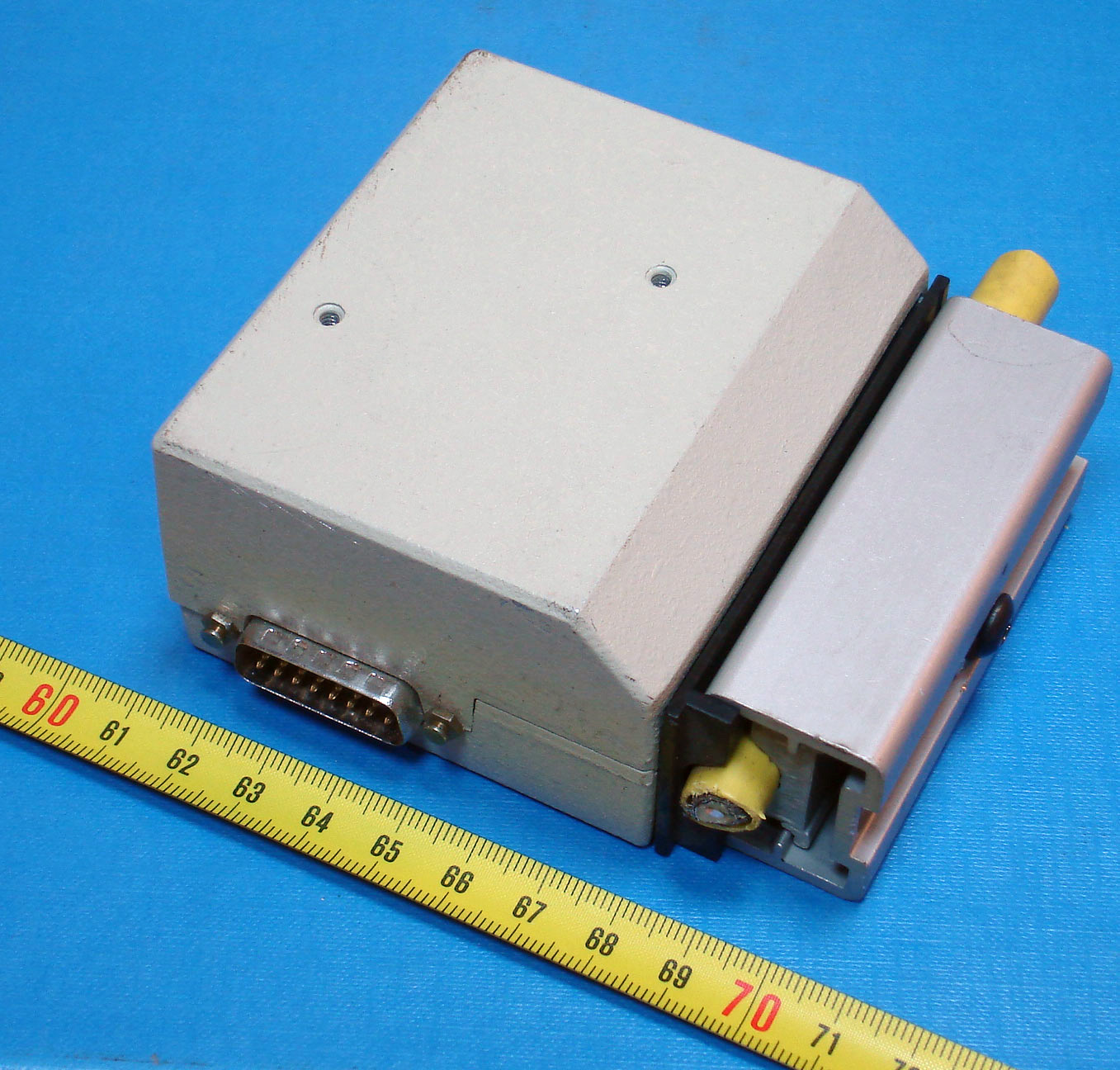
10BASE5 - Prise Vampire comme Medium Attachment Unit (Transceiver)

Le câblage 10BASE5 est décrit dans la clause 8 du standard Ethernet. Celle-ci définit les caractéristiques mécaniques, électriques et fonctionnelles du MAU (Medium Attachment Unit) et spécifie un type de medium pour les réseaux locaux, typiquement un câble coaxial RG-8 d'impédance 50 ohms. Le câble doit être terminé à chaque extrémité par des adaptateurs d'impédance, c'est-à-dire des résistances de 50 ohms, surnommés bouchons, pour éviter la réflexion du signal.
Les caractéristiques générales du MAU sont les suivantes :
- permet, par le biais de l'AUI (Attachment Unit Interface) le couplage du PLS (Physical Layer Signaling) – parfois écrit Physical Signaling Sublayer – avec le système de transmission de type coaxial en bande de base.
- Supporte des transmissions de données à des débits jusqu'à 10 Mbit/s sur câble coaxial d'une longueur de 500 mètres et sans répéteurs.
- Autorise le DTE (Data Terminal Equipment) pour tester le MAU et le médium lui-même.
- Supporte des configurations utilisant le mécanisme d'accès CSMA/CD défini avec une transmission en bande de base.
- Supporte les moyens d'interconnexion avec une topologie de réseau en bus.